# Pierrette Alarie
Pierrette Alarie-Simoneau (Montreal, 9 de noviembre de 1921 - Victoria, Columbia Británica, 10 de julio de 2011) fue una soprano de coloratura canadiense.

## Biografía
Hija del maestro de coros Sylva Alarie y la actriz Amanda Alarie (Plante), debutó en radio a los 14 años. Estudió en Curtis Institute of Music en Filadelfia donde fue discípula de Elisabeth Schumann. Estuvo activa como soprano entre 1948 y 1970. Se dedicó luego a la enseñanza en  San Francisco, hasta 1982, cuando se mudó a Victoria y fundó junto a su esposo la compañía Canada Opera Piccola.
Especializada en el repertorio de coloratura, destacó como Olimpia en Los cuentos de Hoffmann, Blonde en El rapto en el serrallo y Oscar en Un ballo in maschera. También cantó papeles de Lakmé, Rigoletto, Los pescadores de perlas,  Lucia di Lammermoor, Romeo y Julieta, La viuda alegre, Mireille y El barbero de Sevilla.
Actuó en tres temporadas en el Metropolitan Opera, en el Festival de Glyndebourne, Viena, Edimburgo, Baden-Baden, Würzburg, Múnich, la Ópera de París y el Festival de Salzburgo entre otros. Fue dirigida por sir Thomas Beecham, Bruno Walter, Wilfrid Pelletier y Karl Böhm.
Se casó con el tenor Léopold Simoneau, con quien cantó a menudo. Eran conocidos la Primera pareja del Canadá. Tuvieron dos hijas, Isabelle y Chantal.

## Distinciones
Fue la primera en recibir el Prix de musique Calixa-Lavallée. En 1959 recibió la Orden de Canadá y en 1997 fue condecorada con la Orden de Quebec. En 1990 fue distinguida por el gobierno francés con la Legión de Honor.